# Sănătatea în Republica Moldova

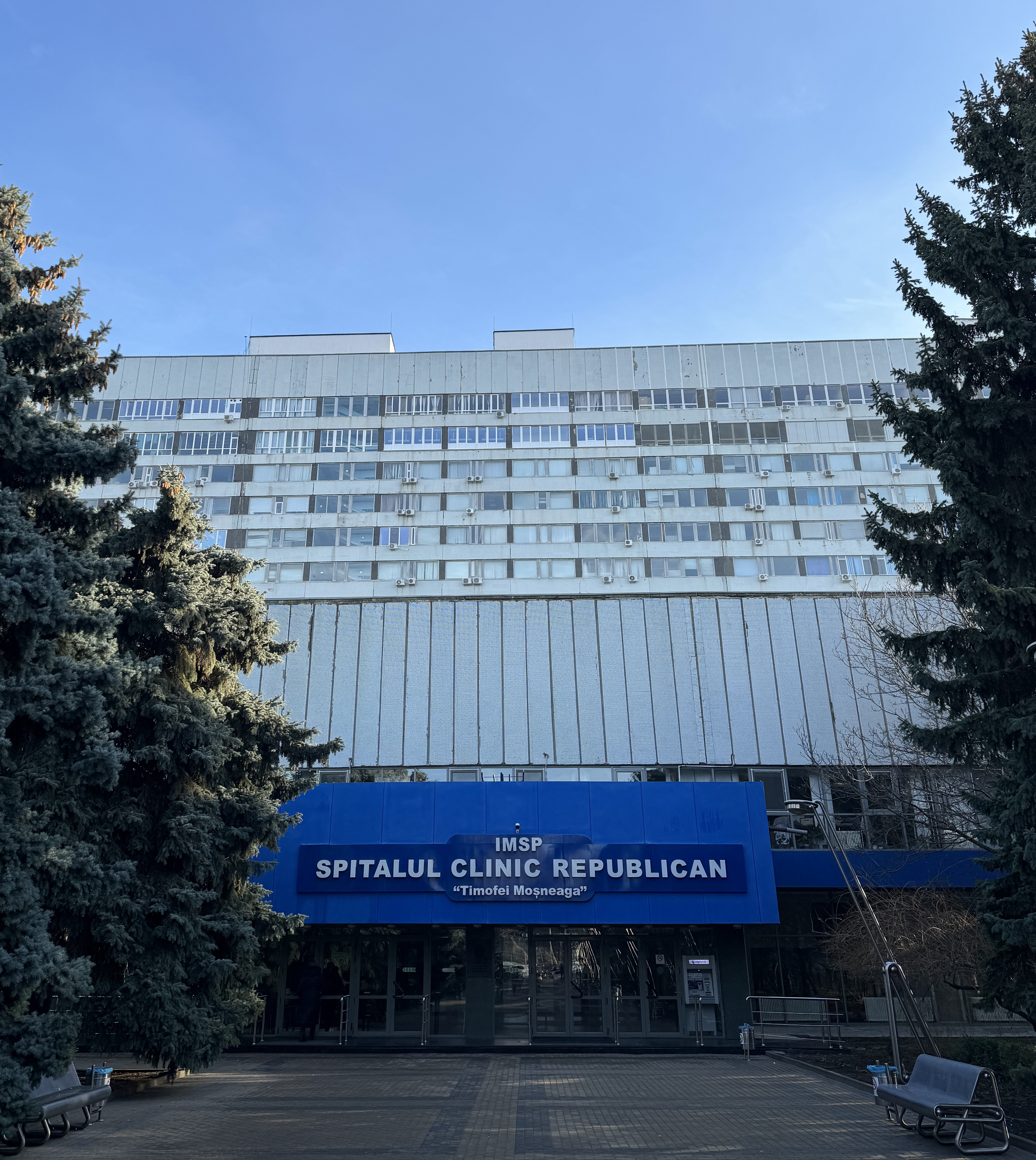
Spitalul Clinic Republican „Timofei Moșneaga”

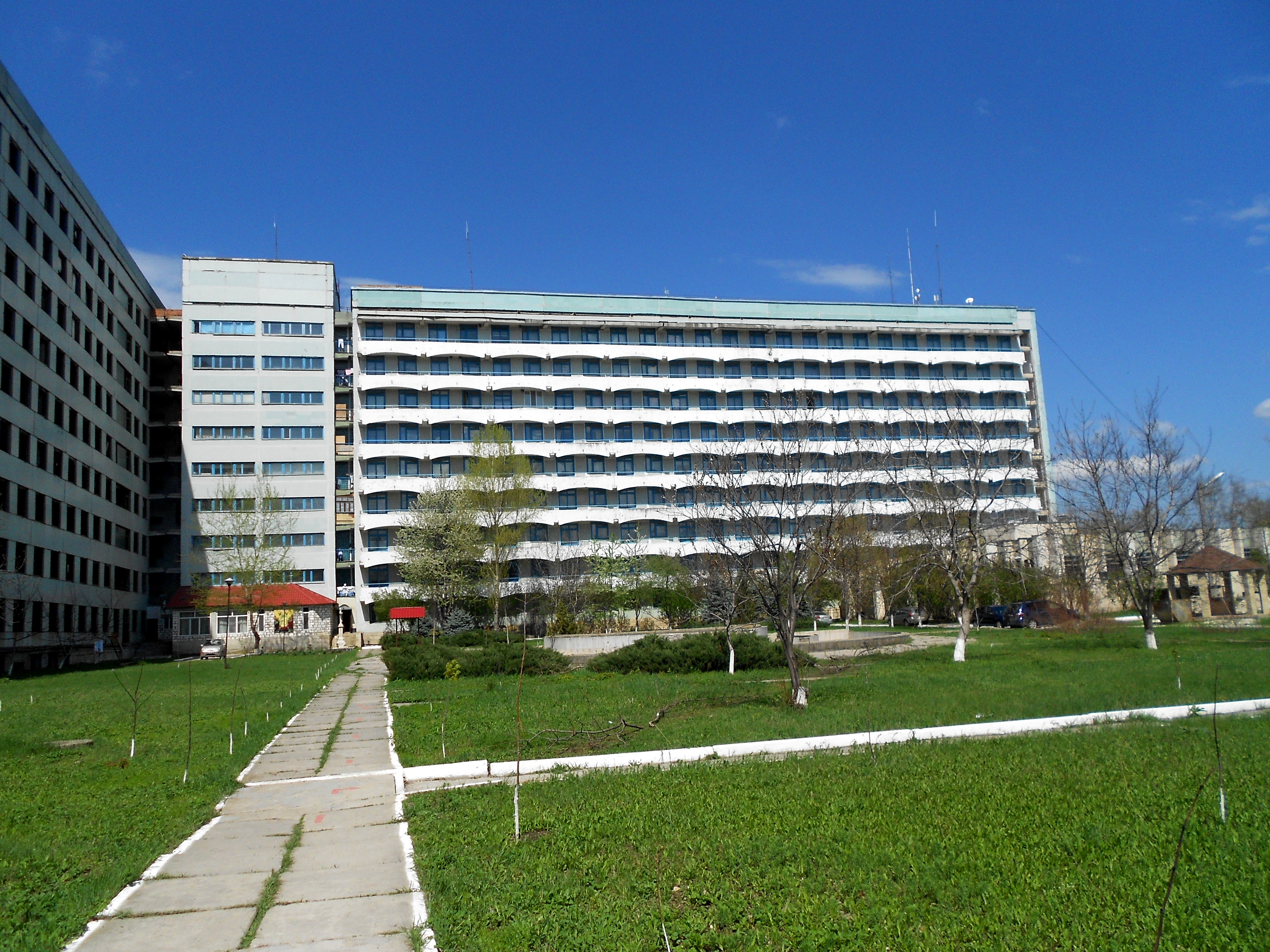
Spitalul Clinic Bălți

Sănătatea în Republica Moldova este reglementată de către Ministerul Sănătății, acesta fiind autoritatea de stat în domeniul sănătății publice.

## Instituții subordonate Ministerului Sănătății al RM

#### Autorități administrative:
- Agenția Națională pentru Sănătate Publică

#### Instituții publice în care MS are calitatea de fondator:

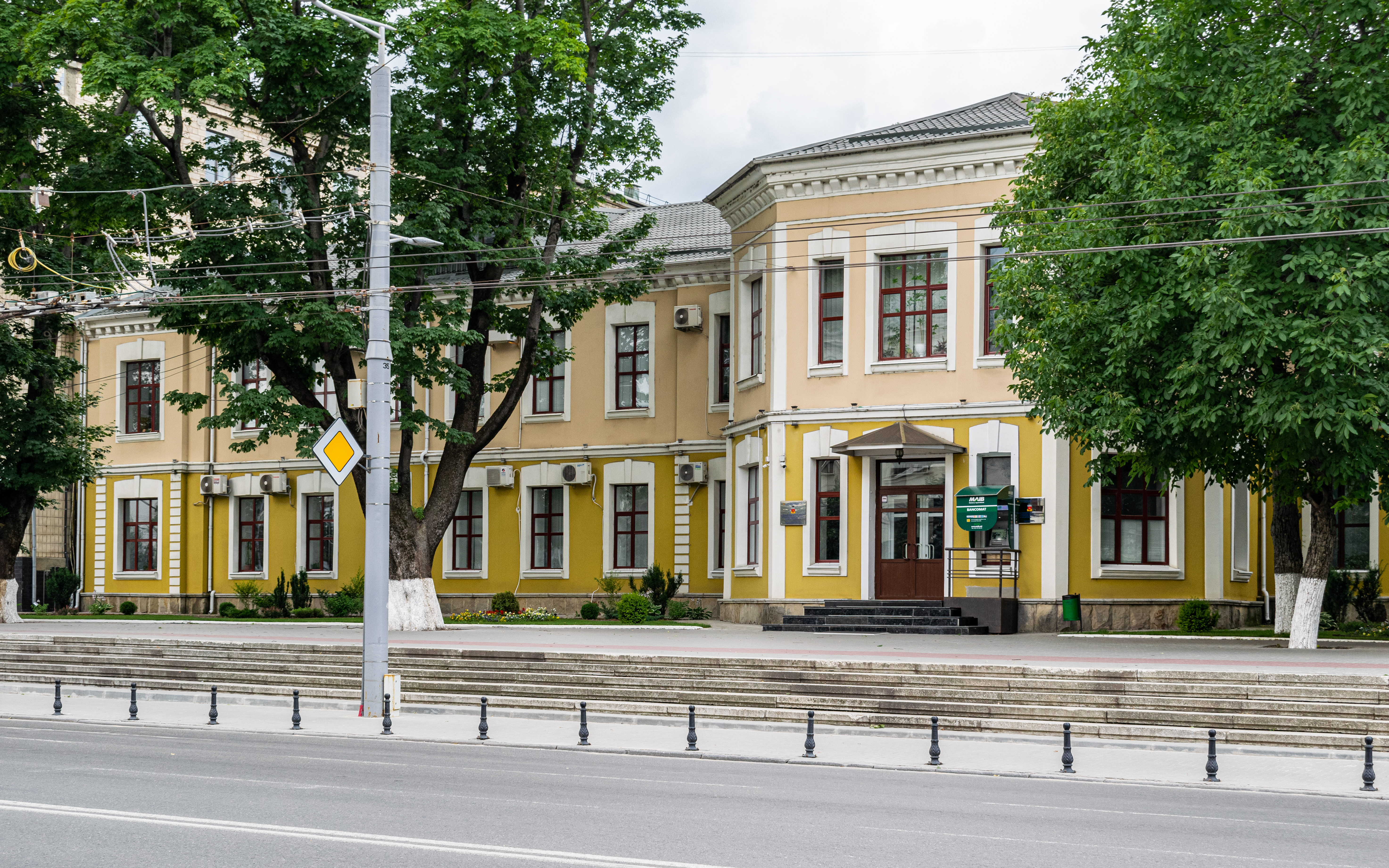
Universitatea de Stat de Medicină și Farmacie „Nicolae Testemițanu”

- Universitatea de Stat de Medicină și Farmacie „Nicolae Testemițanu”Universitatea de Stat de Medicină și Farmacie „Nicolae Testemițanu”
- Centrul de Excelență în Medicină și Farmacie „Raisa Pacalo”
- Colegiul de Medicină (Orhei, Bălți, Cahul și Ungheni)

#### Instituții medico-sanitare publice:
- Centrul Național de Asistență Medicală Urgentă Prespitalicească
- Centrul Republican de Diagnosticare Medicală
- Dispensarul Republican de Narcologie
- Institutul de Cardiologie
- Institutul de Pneumologie „Chiril Draganiuc”
- Institutul de Medicină Urgentă
- Institutul de Neurologie și Neurochirurgie „Diomid Gherman”
- Institutul Mamei și Copilului
- Institutul Oncologic
- Policlinica Stomatologică Republicană
- Spitalul Clinic al Ministerului Sănătății
- Spitalul Clinic Bălți
- Spitalul Clinic de Psihiatrie
- Spitalul Clinic de Traumatologie și Ortopedie
- Spitalul Clinic Republican „Timofei Moșneaga”
- Spitalul de Psihiatrie Bălți
- Spitalul de Psihiatrie Orhei
- Spitalul de Stat
- Spitalul de Dermatologie și Maladii Comunicabile